# Жазы-Кечуу
Жазы-Кечуу (кирг. Жазы-Кечүү) — село в Джалал-Абадской области Кыргызстана. Административно подчинено администрации города Кара-Куль.

## География
Село расположено в центральной части области, на правом берегу реки Кара-Суу, на расстоянии приблизительно 3 километров (по прямой) к востоко-северо-востоку от города областного подчинения Кара-Куль.

## Население
Согласно оценочным данным Национального статистического комитета Кыргызской Республики, численность населения села на начало 2023 года составляла 1740 человек.
| год     | 2009 | 2014 | 2015 | 2020 | 2021 | 2023 |
| ------- | ---- | ---- | ---- | ---- | ---- | ---- |
| человек | 1758 | 1877 | 1880 | 2001 | 2031 | 1740 |